# Mabon (mitologia)
Nella mitologia gallese Mabon ("giovane uomo" o "figlio divino"), spesso indicato come Mabon ap Modron (Mabon figlio di Modron) è un dio della giovinezza, della caccia, della vegetazione e dei raccolti. È figlio di Modron e di Mellt. 

## Mitologia
Fu rapito alla madre tre giorni dopo la nascita. Visse poi ad Annwn finché venne salvato da Culhwch. A causa del suo soggiorno ad Annwn, Mabon rimase giovane per sempre.
Mabon in seguito assistette Culhwch nella sua ricerca di Olwen. Culhwch doveva sposare la sua sorellastra, ma rifiutò. Furiosa, la sua matrigna lo maledisse condannandolo a sposare nessun'altra eccetto che Olwen. Ysbaddaden, padre di Olwen, era un gigante malvagio che per una maledizione sarebbe morto se sua figlia si fosse sposata. Dopo molte prove Culhwch sconfigge Ysbaddaden e lo uccide.

## Corrispondenze con altri dei
Il nome Mabon deriva dal dio celtico Maponos. Secondo la studiosa Miranda Jane Green e altri suoi colleghi, Mabon è associabile all'Apollo Maponus delle iscrizioni romano-britanniche, che lei definisce "Apollo celtico", il cui culto era praticato dai legionari romani di presidio al Vallo di Adriano. Alcuni lo ritengono accostabile a Demetra o a Persefone a causa delle forti analogie presenti fra loro. Un'altra ipotesi sarebbe la "mitizzazione" di un antico condottiero.
Probabilmente una figura equivalente è il dio irlandese Aengus.

## Neopaganesimo

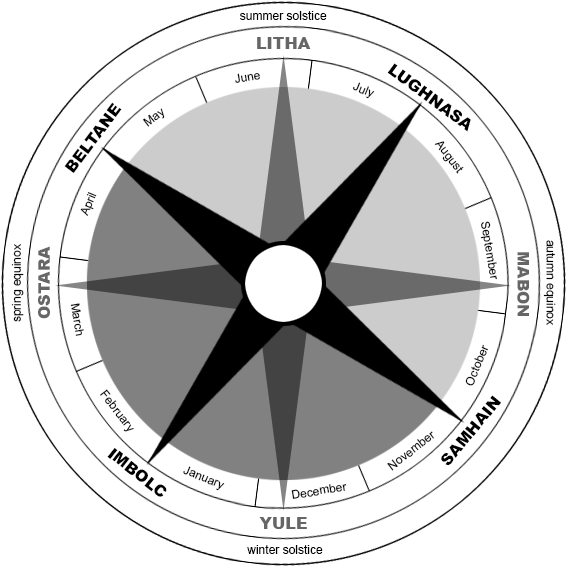
Posizionamento di Mabon nella ruota dell'anno.

Nel neopaganesimo, Mabon è uno degli otto sabbat che si celebra nell'equinozio d'autunno (il 22 o 23 settembre nell'emisfero settentrionale, il 20 o 21 marzo in quello meridionale).
La festività è una festa di ringraziamento per i frutti della terra e sottolinea la necessità di dividerli con gli altri per assicurarsi la benedizione del dio e della dea durante i mesi invernali.
Una pratica tradizionale nelle culture pagane, è passeggiare attraverso luoghi selvatici, raccogliendo baccelli (o castagne) e piante secche, che poi vengono utilizzati per decorare la casa. I cibi tipici di Mabon consistono in frutti del tardo raccolto (cereali, frutta, verdura, grano, zucchine al forno e fagioli).